# Klášter Šaolin
Klášter Šaolin, resp. Šao-lin (čínsky 少林寺, pchin-jin Shàolín Sì, český přepis Šao-lin s'), často též Shaolin, je buddhistický chrám stojící na úpatí posvátné hory Sung-šan (jedna z tzv. Pěti velkých hor) poblíž města Čeng-čou v provincii Che-nan v Číně. Byl založen v 5. století n. l. Mniši z tohoto chrámu se proslavili díky svému studiu bojových umění a vytvoření šaolinské školy kung-fu.
Chrám v současnosti (od r. 1999) vede Ctihodný opat Š' Jung-sin (Shi Yǒngxìn). Pod jeho vedením skupina vybraných mnichů cestuje po světě a předvádí své schopnosti publiku na různých exhibičních vystoupeních. Kromě toho je klášter sám vyhlášeným turistickým cílem. Právě nynějšímu opatovi je vytýkána přílišná komercionalizace života kláštera a zplanění duchovního života. Opat Š' Jung-sin od místního výboru pro cestovní ruch obdržel džíp s náhonem na čtyři kola, je mediální hvězdou s vlastní značkou nudlí.

## Název
Šao (少) se vztahuje k vrcholku Šao-š', ležícímu v západní části horského hřbetu Sung-šan. Lin (林) znamená „les“. S dalším znakem s' (寺 – „chrám, klášter“) pak dohromady slova lze přeložit „Chrám v lesích hory Šao-ši“. Někteří čínští mistři však překládají jméno kláštera jako „mladý les“.

## Historie
Prvním opatem v tomto klášteře byl mistr Pa-tchuo (Batuo), také známý pod jmény Fotuo nebo Bhadra („Buddha“). Pocházel z Indie; v roce 464 přišel do Číny, aby tu šířil buddhistické učení. Podle Pokračování životopisů vznešených mnichů čínského buddhistického mnicha Tao-süana byl klášter postaven Siao-wenem, císařem dynastie Severní Wej. Císař daroval toto území mnichům, kteří přeložili na jeho rozkaz indické buddhistické texty do čínštiny.
Chrám byl mnohokrát pobořen a znova vystavěn. V roce 1641 jednotky protimingského povstalce Li C'-čchenga vydrancovaly klášter, protože mniši podporovali dynastii Ming a tak byli potenciální hrozbou pro odpůrce této dynastie. Později byl klášter definitivně zničen (snad roku 1732) dynastií Čchingů (Mandžuy), jakožto sídlo tajné společnosti protimandžuského zaměření a hnízdo odporu.
Mniši měli stále problémy, protože byli terčem tolika útoků. Proto byl kladen velký důraz na cvičení bojových umění. Při zničení chrámu se zachránilo tzv. pět uprchlých mnichů (také někdy nazýváni „Pět starců“) – Ng Mui, Jee Shin Shim Shee, Fung Doe Duk, Miu Hin a Bak Mei – kteří pak rozšířili bojová umění z šao-linského kláštera do celé Číny.
Bojová umění šao-linských mnichů se šířila po obnovení chrámu stále dál. V 18. a 19. století došlo k rozšíření tohoto umění až do Japonska a stalo se základem okinawského stylu karate (šórin-rjú) a součástí mnoha dalších umění.
Chrámu se nevyhnula ani tzv. Čínská kulturní revoluce. Na chrám zaútočily Rudé gardy a zatkly přítomné mnichy (kteří byli posléze vedeni ulicemi a zesměšňováni). Vláda potom odnesla všechny buddhistické materiály z kláštera a nechala jej prázdný. Avšak mniši, kteří přežili, založili nové školy v okolí a umění Šao-linu přežilo i tuto zkoušku.
Během vlády komunismu byl chrám pod velkým vlivem čínské komunistické strany stále více komercializován, až do bodu, kdy se téměř úplně vytratila jeho duchovní podstata. Dnešní chrám vydělává značné sumy peněz z turistického ruchu, televizních show, vystoupení a podobně. Mniši i opat Š' Jung-sin jsou kritizováni za to, že již nenásledují duchovní učení a tradice Zen buddhismu a začlenili se do běžné společnosti.